# Понселе, Кристиан
Кристиа́н Понселе́ (фр. Christian Poncelet, 24 марта 1928, Блэз — 11 сентября 2020, Ремирмон) — французский политик, председатель Сената Франции (1998—2008).

## Биография
Родился 24 марта 1928 года в небольшом городке Блэз в Арденнах. Матери на момент родов ещё не было 18 лет, через несколько месяцев после рождения ребёнка отец ушёл из семьи. В 1950 году Понселе поступил в профессиональное училище Министерства почтовой, телеграфной и телефонной связи и со временем стал там активистом профобъединения Французская конфедерация христианских трудящихся. Позднее вступил в Демократический трудовой союз — основанную в 1959 году левую голлистскую партию. В 1962 году ДТС объединился с Союзом за новую республику, и Понселе был впервые избран от этой политической силы в Национальное собрание от Ремирмона.
В 1963 году избран депутатом генерального совета департамента Вогезы, в 1967, 1968 и 1973 годах переизбран в национальный парламент, а позднее почти на 40 лет занял кресло председателя департаментского совета Вогезов.
В 1971—2001 годах — мэр Ремирмона.
Занимал должность государственного секретаря в правительствах Пьера Мессмера (1972—1974), Жака Ширака (1974—1976) и Раймона Барра (1976—1977), курируя вопросы бюджета, затем — связи с парламентом, социальную сферу и государственную службу.
В 1979 и 1980 годах являлся депутатом Европейского парламента, входил во фракцию Европейских прогрессивных демократов.
В 1977 году впервые избран депутатами департаментского совета в Сенат, впоследствии трижды подряд переизбран на новые девятилетние сроки.
1 октября 1998 года избран председателем Сената.
1 октября 2008 года новым председателем Сената избран Жерар Ларше. Последние годы председательства Понселе ознаменовались критикой по вопросу привилегий: с 2004 года он арендовал за государственный счёт квартиру площадью 200 кв. метров на Рю Бонапарт в 6-м округе Парижа.
30 сентября 2014 года истёк последний срок полномочий Понселе в Сенате.
Занимая в течение более 50 лет своей политической карьеры одновременно по несколько выборных должностей, пока это не было запрещено, Понселе достиг внушительного суммарного показателя длительности всех его мандатов — 150 лет. Умер в Ремирмоне 11 сентября 2020 года.

## Награды
- Офицер ордена Почётного легиона (31 декабря 2013 года).
- Кавалер Большого креста ордена Заслуг перед Республикой Польша (2000 год, Польша)[10].
- Большой крест ордена Заслуг (2001 год, Венгрия)[11].
- Орден Дружбы (9 декабря 2004 года, Россия) — за большой вклад в развитие российско-французского сотрудничества[12].